# Вабр (кантон)
Вабр (фр. и окс. Vabre) — упразднённый кантон во Франции, находился в регионе Юг — Пиренеи, департамент Тарн. Входил в состав округа Кастр.
Код INSEE кантона — 8131. Всего в состав кантона Вабр входили 6 коммун, из них главной коммуной являлась Вабр.
Кантон был упразднён в марте 2015 года.

## Население
Население кантона на 2009 год составляло 2289 человек.
| 1962 | 1968 | 1975 | 1982 | 1990 | 1999 | 2009 |
| ---- | ---- | ---- | ---- | ---- | ---- | ---- |
| 3001 | 3455 | 3040 | 2936 | 2598 | 2322 | 2289 |

## Коммуны кантона
| Коммуна                | Население, чел. (2010) | Код INSEE | Почтовый индекс |
| ---------------------- | ---------------------- | --------- | --------------- |
| Вабр                   | 806                    | 81305     | 81330           |
| Лаказ                  | 308                    | 81125     | 81330           |
| Ле-Мано-Массюгьес      | 299                    | 81158     | 81530           |
| Сен-Пьер-де-Тривизи    | 626                    | 81267     | 81330           |
| Сен-Сальви-де-Каркавес | 92                     | 81268     | 81530           |
| Феррьер                | 144                    | 81091     | 81260           |